# Fernando Arribas Arias
Fernando Arribas Arias (n. Lugo; 1958) es un escritor y divulgador del patrimonio arqueológico español.

## Trayectoria
Es licenciado en Educación General Básica Maestro (especialidad Ciencias Humanas) y Licenciatura en Artes de la Universidad de Santiago de Compostela. Trabaja como técnico de difusión en el Museo Provincial de Lugo.
Fue miembro del patrimonio histórico y artístico territorial de la comisión en Lugo de la Junta de Galicia (1987-1992) y el comité técnico de Arqueología de la Junta de Galicia (1987-1994).
Es socio fundador de varias asociaciones relacionadas con el patrimonio cultural y actualmente es el secretario de la Asociación de Amigos del Histórico y Artístico de Sargadelos.

## Obras

### Ensayo
- O cine en Lugo: 1897-1977. Notas para unha historia cinematográfica, 1996, Xerais.
- O cinematógrafo nas Festas de San Froilán de Lugo, 2006, Concello de Lugo.

### Obras colectivas
- Catálogo de cruceiros da Terra Chá: Cruceiros de Castro de Rey e Otero de Rey, 1998, Edicións do Castro.
- Cruceiros de Guitiriz, 1999, Edicións do Castro.
- Cruceiros de Begonte, Cospeito e Rábade, 2000, Edicións do Castro.
- Tempora Mutantur. Reloxos do Museo Provincial de Lugo, 2001, Diputación de Lugo.
- Cruceiros, Cristos e Cruces da Pastoriza, 2002, Edicións do Castro.
- Guía do Museo Provincial de Lugo, 2003, Diputación de Lugo.
- Cruceiros, Cristos e Cruces de Germade, 2004, Edicións do Castro.
- Esmoleiros, Cruceiros, Cristos e Cruces de Abadín, 2006, Edicións do Castro.
- O claustro franciscano do Museo Provincial de Lugo, 2011, Diputación de Lugo.

## Premios
- Premio Manuel Mato Vizoso del Concello de Vilalba en 1987, ex aequo con Antonio Reigosa y Xoán Ramiro Cuba.
- Premio Cal da Loba de las Brigadas en Defensa do Patrimonio Chairego en 1999, junto con Xosé Manuel Blanco Prado.